# Uig (Snizort)
Uig (schottisch-gälisch Ùige) ist eine Ortschaft auf der schottischen Hebrideninsel Skye in der Council Area Highland.

## Lage und Klima
Das Dorf liegt an einer geschützten Bucht der Halbinsel Trotternish im Nordwesten von Skye an der Mündung des River Conon in die Uig Bay. Sein Name leitet sich aus dem altnordischen vík (Bucht, Meeresarm) ab. Das Klima von Uig ist etwas trockener und wärmer als im Süden der Insel.

## Einwohner, Flora und Fauna
Die nach offiziellen Angaben 300 bis 400 Einwohner leben überwiegend vom Fischfang, kleinbäuerlichem Nebenerwerb, dem Tourismus und der Fährgesellschaft. In der unmittelbaren, von Mooren geprägten Umgebung gibt es einige Weiler (Glenconon, Sheader, Earlish, Cuidreach und Glenhinnisdal). Durch bewaldete Täler fließen die beiden Bäche Rha und Conon in die Bucht. Die Baumbestände werden vom Woodland Trust bewirtschaftet und gehören zu den wenigen historischen Waldflächen auf der Isle of Skye.
Zu den örtlich beheimateten Tierarten zählen Bussard, Fischreiher, Austernfischer, Fischotter und Robben.

## Geschichte
In der Nähe von Uig wurden Dinosaurier-Fußabdrücke entdeckt (Duntulm). Auf einer Anhöhe oberhalb des Orts, in der Nähe des einzigen Hotels von Uig,  wurde ein umgekippter Clach-Ard (dt. Großer Stein – Menhir) wieder aufgerichtet. Vom legendenhaften gälischen Propheten Brahan Seer soll die vieldeutige Weissagung stammen: „The raven will drink its fill off the ground from the top of the High Stone of Uig“ („Der Rabe wird von der Spitze des Steins von Uig aus den Erdboden leer trinken.“).
Zwischen 1838 und 1848 schifften sich in Uig einige Auswanderer ein. 1877 wurde der Ort von einer verheerenden Flutwelle zerstört, auch der Friedhof wurde völlig verwüstet und später auf einer hochwassersicheren Anhöhe neu errichtet. 1894 wurde der 1040 britische Fuß lange King Edward Anlege-Steg (damals einer der längsten im Königreich) für 9000 Pfund gebaut, jeweils zur Hälfte finanziert von der Regierung und dem privaten Pächter. Zu Ehren eines Besuchs des namensgebenden Königs Edward steht seit 1902 in unmittelbarer Nähe ein Gedenkstein. Während des Zweiten Weltkriegs war die Hafenanlage gefährlich marode, diente der Dorfjugend überwiegend als guter Angelplatz und musste nach einem schweren Sturm völlig neu errichtet werden.

## Isle of Skye Brewery
An der Mole von Uig hat die 1995 gegründete Isle of Skye Brewery ihren Firmensitz. Sie war die erste kommerzielle Brauerei der Insel und hatte bei ihrer Gründung mit Pam MacRuary die erste schottische Braumeisterin (sie stellt mittlerweile Schokoladen-Spezialitäten her). Die Brauer von Uig ließen sich bei ihren Biersorten von der Umgebung inspirieren: So hat das Skye Red eine ähnliche Farbe wie die rostbraunen Red Cuillin Hills, die auch dem Starkbier Cuillin Beast seinen Namen gaben. Skye Blaven ist nach dem Bla Bheinn oder Blue Mountain benannt.

## Verkehr
Die vom geschützten Hafen aus verkehrenden, von CalMac Ferries betriebenen Fähren nach Tarbert im Südteil der Insel Lewis and Harris und Lochmaddy auf North Uist stellen eine Verbindung mit den Äußeren Hebriden her.
Uig wird durch die A87 von Portree aus erschlossen, außerdem durch die A855, die um die Trotternish-Halbinsel herumführt. Seit August 2006 wird Uig von Intercity-Bussen der Scottish Citylink aus Glasgow und Fort William direkt angefahren.
Dun Maraig ist eine Gezeiteninsel in der Bucht Poll na h-Ealaidh südlich von Uig. Etwa 6 km südlich von Uig liegt Caisteal Uisdein, etwa 10 km nördlich Duntulm Castle.

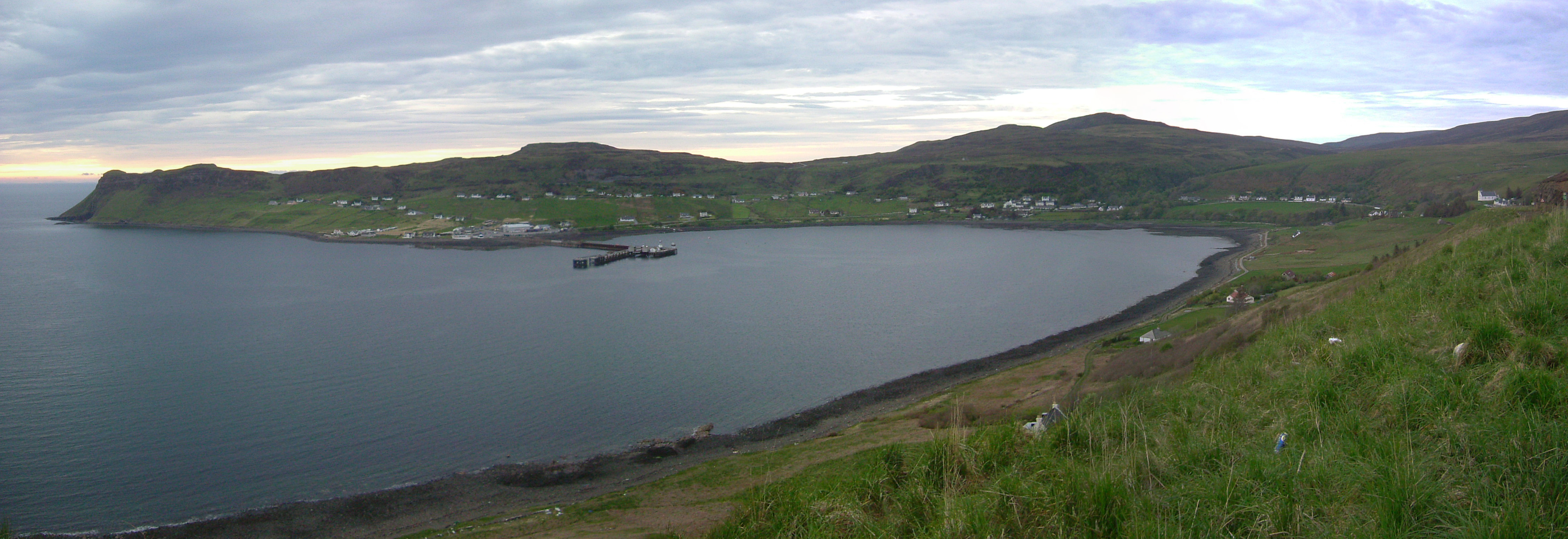
Uig, Hafen und Ort